# Podhradí (Zlíni járás)
Podhradí település Csehországban, a Zlíni járásban. Podhradí Horní Lhota, Provodov, Pozlovice és Luhačovice településekkel határos. Lakosainak száma 201 fő (2024. január 1.).

## Népesség
A település lakosságának változását az alábbi diagram mutatja:
| Lakosok száma | 228  | 263  | 269  | 228  | 207  | 198  | 208  | 206  | 195  | 201  |
|               | 1869 | 1890 | 1921 | 1950 | 1980 | 2001 | 2017 | 2019 | 2022 | 2024 |